# Bowling

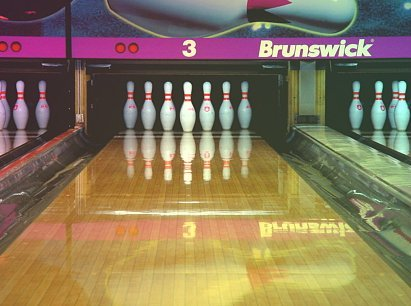
Bolera.

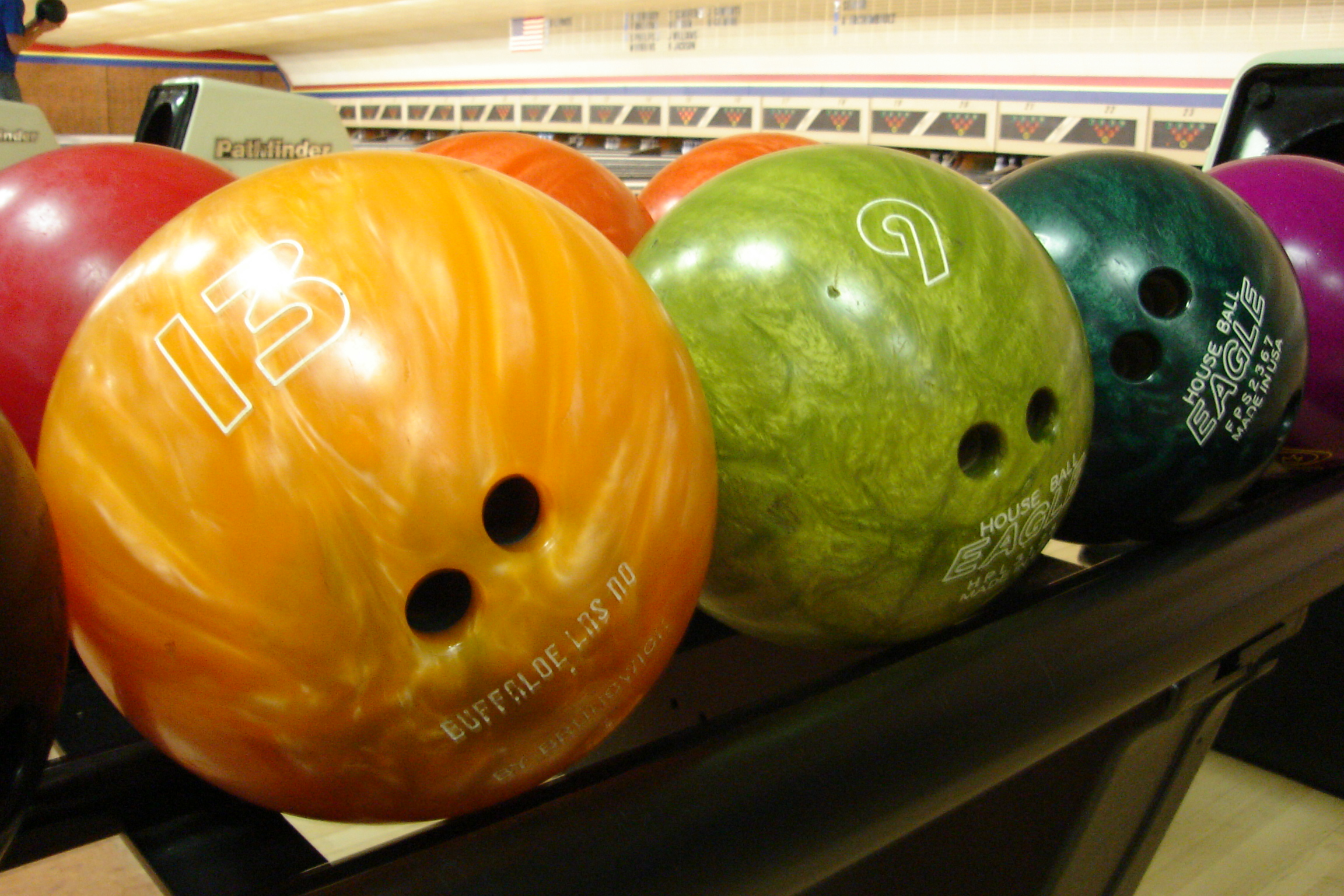
Bolas de bowling. El número señala su peso en libras.

El bowling, bolo americano, bolos o boliche es un deporte de salón que consiste en derribar un conjunto de piezas de madera (llamados bolos, pinos o palitroques) mediante el lanzamiento de una pesada bola contra ellas. La pista tiene unas dimensiones de 19,20 metros de largo por 1,06 m de ancho y una zona de aproximación como mínimo de 4,60 metros. La confección de la misma antes se realizaba con listones de madera de pino americano con un ancho de 39 listones de 27,17 milímetros. Hoy en día se utilizan pistas sintéticas, simulando las líneas de los listones que sirven de referencia a los jugadores en sus lanzamientos. 
La bola es esférica y dispone de tres o dos agujeros de forma que pueda ser tomada con poca fuerza. El peso de esta bola suele estar entre las 6 y las 16 libras (aproximadamente entre 2,72 y 7,25 kilogramos) y su diámetro es de 218,3 milímetros.
Uno de los mejores jugadores profesionales de bowling fue el estadounidense Earl Roderick Anthony, quien contribuyó en gran medida a la popularización de este deporte.

## Historia

### Historia antigua

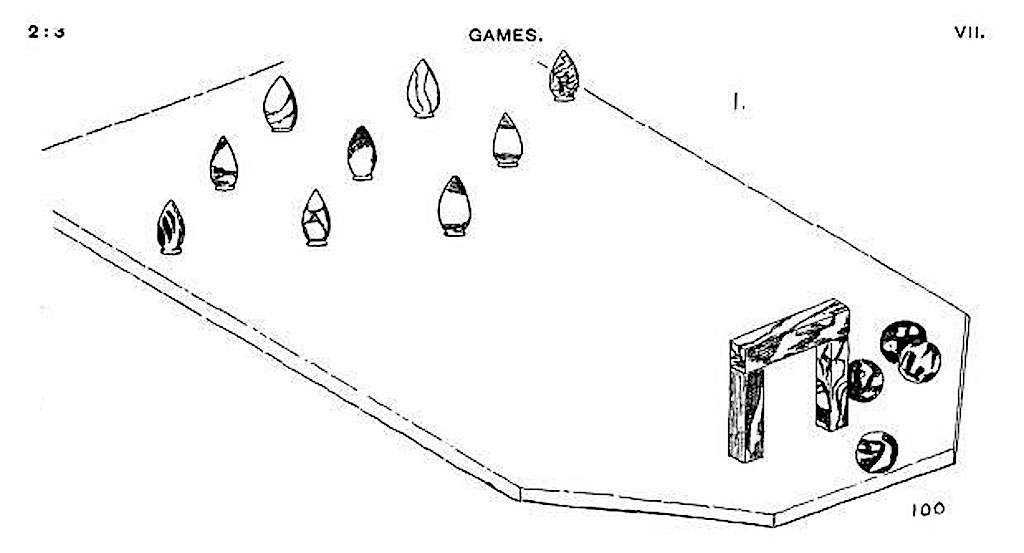
Dibujo de un arqueólogo de los objetos encontrados en 1895 en una antigua tumba en Naqada, Egipto, que se cree que se asemejan al juego más moderno de bolos. El arqueólogo hizo conjeturas sobre la disposición particular de los objetos encontrados.

El bowling fue creado en el antiguo Egipto y el imperio romano. Hace 2,000 años A.C. un juego similar evolucionó entre las regiones romanas, este implicaba lanzar objetos de piedra tan cerca como fuera posible de otros. Este juego se hizo popular entre soldados romanos, y finalmente evolucionó en el bocce italiano.
Las primeras formas conocidas de jugar a los bolos se remontan al antiguo Egipto, encontrándose dibujos murales que representaban bolos en una tumba real egipcia datada en el 5200 a. C. y bolos y bolas en miniatura en la tumba de un niño egipcio hacia el 5200 a. C.. Se encontraron restos de bolas de bolos entre los artefactos del antiguo Egipto que se remontan al periodo protodinástico egipcio en el 3200 a. C. Lo que se cree que era un juego de niños en el que se utilizaban pórfido (piedra), un trilito en miniatura, y nueve «brechas» con vetas de alabastro en forma de jarrón -que se cree que se asemejan al juego más moderno de skittles- fue encontrado en Naqada, Egipto, en 1895.
Las pelotas se fabricaban con cáscaras de granos, recubiertas de un material como el cuero y atadas con un cordel.  También se han encontrado otras bolas hechas de porcelana, lo que indica que éstas se hacían rodar por el suelo en lugar de lanzarse debido a su tamaño y peso. Algunas de éstas se parecen al gato actual utilizado en los juegos de bolos con diana. Juegos de bolos de diferentes formas también se observan por Heródoto como una invención de los lidios en Asia Menor.
Hace unos 2.000 años, en el Imperio Romano, se desarrolló un juego similar entre los legionarios romanos que consistía en lanzar objetos de piedra lo más cerca posible de otros objetos de piedra, que con el tiempo evolucionó hasta convertirse en la bocce italiana, o juego de bolos al aire libre.
Alrededor del año 400 d. C., los bolos comenzaron en Alemania como un ritual religioso para limpiarse del pecado haciendo rodar una piedra en un palo (kegel) que representaba a los paganos, lo que dio lugar a que los jugadores de bolos fueran llamados keglers.
Las primeras reglas estandarizadas del bowling fueron establecidas en la ciudad de Nueva York el 9 de septiembre de 1894, 50 años después de la llegada a esos lugares. Actualmente este deporte lo practican 95 millones de personas en más de noventa países alrededor del mundo, y ha continuado su crecimiento a través del entretenimiento electrónico como los videojuegos.

## Partida

Diagrama de la distribución de los bolos (pinos).

Una partida típica de bolos consiste en 10 juegos o tiradas donde cada juego consta de dos lanzamientos a menos que se realice un pleno (o strike o chuza o moñona, derribar los 10 bolos con un solo tiro de la bola), en cuyo caso no se vuelve a lanzar en ese juego. En algunos tipos del juego se cuenta el pleno con 15 puntos y el semipleno con 13. El último juego es especial, ya que, dependiendo de los resultados de los lanzamientos en el juego anterior, se puede optar a uno o dos lanzamientos extra. Este se producirá en el caso de conseguir lanzar en el décimo juego todos los bolos de dos tiradas (semipleno o spare) o una tirada (pleno o strike), respectivamente.
Los bolos (en total 10) están colocados equidistantes unos de otros a 30,5 cm, al final de la pista, en forma de triángulo equilátero.
Para competir se necesita un mínimo de dos jugadores y cada uno de ellos en sus lanzamientos intentará derribar el mayor número de bolos o pines posibles. 
Hay una jugada denominada split, agujero, cuernos o banderillas, que consiste en que permanezcan de pie dos o más bolos (el bolo 1 debe haber sido derribado) a una distancia mínima de un bolo entre cualquiera de ellos (por ejemplo los bolos 7-10, considerada la más difícil de realizar, ya que se encuentran a cada extremo de la pista). En el marcador, el Split se señala con un círculo encima del número de bolos derribados en ese lanzamiento.

## Forma de tirar la bola
|  |  |  |  |  |

### Colocación
Situarse a unos cuatro pasos de la línea de falta. Sostener la bola con las dos manos a una altura cómoda entre la cintura y el pecho, con el brazo en ángulo recto y en línea con el hombro.

### Pasos
Usualmente son cuatro pasos. Para una persona diestra, son los indicados en los dibujos de arriba. Una persona zurda debe hacer la conversión correspondiente.

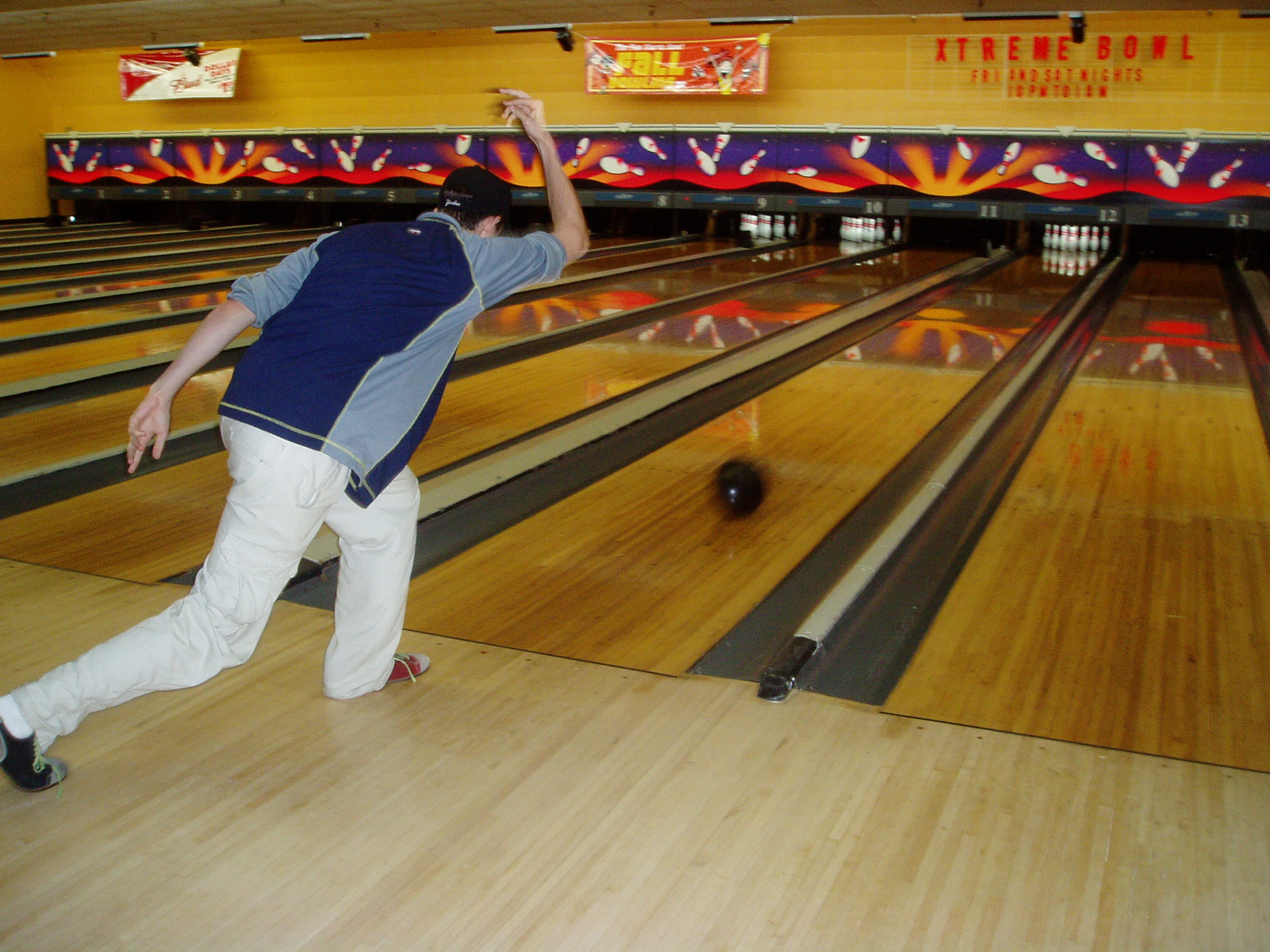
Lanzamiento.

1. Avanzar el primer paso con el pie derecho mientras se aleja la bola del cuerpo adelante con las dos manos, siempre mirando hacia el objetivo deseado; puede ser la flecha o el punto específico por donde se desea que ésta pase.
2. Sin retirar la mirada del objetivo, balancear hacia abajo la bola, con la mano que la sostiene, en movimiento pendular, a la vez que el pie contrario se mueve adelante en línea recta.
3. Sin quitar los ojos del objetivo, avanzar el pie derecho y, siguiendo el movimiento pendular, balancear la bola hacia atrás hasta su punto más alto.
4. Sin quitar la mirada del objetivo, mantener los hombros paralelos a la línea de falta. Deslizar adelante el pie izquierdo, flexionando la rodilla izquierda. Dejar que la bola siga su balanceo hacia abajo y soltarla cuando llegue a la altura del pie. Continuar el movimiento del brazo adelante en la dirección que se le quiere dar a la bola y finalmente hacia arriba hasta la altura de la cabeza.

## Sistema de puntuación

Posición de los bolos.

Por cada bolo derribado se sumará un punto al marcador del jugador siempre y cuando no se den las siguientes circunstancias:
- Haber derribado todos los bolos en el primer lanzamiento de un juego. A esta jugada se le suele llamar strike (pleno, moñona o chuza) y se representa en el marcador con una X. En este caso el jugador no podrá utilizar su segundo lanzamiento del juego. Se sumarán diez puntos, más los puntos totales que se consigan en los dos siguientes lanzamientos de bola.
- Haber derribado todos los bolos utilizando los dos lanzamientos del juego. A esta jugada se llama spare, medio strike, semipleno, media chuza o simplemente media. Se representa en el marcador con una /. En este caso se sumarán diez puntos más los que se consigan en el siguiente lanzamiento de bola.

La máxima puntuación posible son 300 puntos, y para conseguirla es necesario lograr 12 strikes consecutivos (de la tirada 1 a la 10 y sus dos adicionales correspondientes).
Si el jugador pisa o atraviesa la línea de falta, se le anota un cero en el marcador, ya sea el primer tiro o en el segundo que efectuó
Por ejemplo: en su primer lanzamiento usted tiró strike (X), en el segundo lanzamiento lanza strike nuevamente (X), en el primer lanzamiento se suman 10 bolos más los que consiga en los dos tiros posteriores (30 bolos si se realizan 3 strikes consecutivos - ese es el máximo por partida), ahora si en el segundo lanzamiento en vez de lograr otro strike (X) un spare (/) en el primer tiro, usted lleva acumulados 20 bolos.
Ahora si en el primer lanzamiento o en cualquier lanzamiento, no tiene que ser específicamente el primero, se consigue spare, ejemplo: si usted lanza en un tiro (9) y derriba el bolo que le quedó (/), usted logrará el spare (9/), esto quiere decir que usted derribó 10 bolos, y a esos 10 bolos se les suman lo que haga en su próximo lanzamiento. Si en el próximo lanzamiento usted derriba (8) bolos, en la casilla donde lanzó ese (9/) se colocarán (18) bolos como puntuación.
Para un jugador profesional, una puntuación de más de 200 es considerada como normal o promedio.
No así para un principiante, el cual no puntuará de manera frecuente más de 150.

## Equipamiento

### Zapatos
Los zapatos de bowling son una parte imprescindible del equipamiento, la razón es que en ninguna bolera se permite el uso de calzado de calle para jugar pues las pistas suelen ser delicadas y se podrían estropear. Los zapatos de bowling tienen una suela especial que permite el deslizamiento del pie izquierdo (en jugadores diestros) en el lanzamiento, mientras que frena el pie derecho para no resbalar.
En zapatos de gama alta existe la posibilidad de intercambiar las suelas y tacones, de forma que se puede escoger el que ofrezca el mejor deslizamiento en cada bolera. Cada bolera puede tener diferentes condiciones de deslizamiento según la zona (si es más seca o húmeda), por temperatura, según los productos de limpieza usados en la zona de aproximación.
existen gran variedad de marcas en zapatos como: Brunswick, Dexter, Etonic, Storm, Uriel, etc.

### Bolas
Hay dos tipos básicos de bolas: bolas reactivas y bolas de remate (o de spare).

#### Bolas de remate
Las bolas de remate están hechas de un material plástico y no suelen coger efecto al ser lanzadas, lo que las hace ideales para lanzar recto independientemente de las condiciones de aceite de la pista. Se suelen utilizar cuando se debe realizar el segundo tiro y quedan uno o dos bolos.
Las bolas propias de la bolera (house) suelen ser bolas de remate.

#### Bolas reactivas
Las bolas reactivas son las que suelen usarse para realizar el primer tiro. Estas bolas cogen efecto al ser lanzadas, lo que permite aumentar las posibilidades de realizar un pleno al atacar los bolos con un cierto ángulo. La forma de la curva y la fuerza de rotación de la bola dependen de muchos factores, algunos externos como la técnica de lanzamiento y el aceitado de la pista y otros como la cubierta (coverstock) o el núcleo de la bola.
Las bolas reactivas se fabrican con una cubierta de resinas reactivas o de resina con carga de partículas. Estas partículas pueden ser de diamante, carbono y distintos polímeros. Gran parte del efecto que cogen estas bolas se debe a la cubierta y al pulido que se le da.
Los núcleos (core) de las bolas reactivas suelen ser asimétricos, de forma que al rodar la bola tiene un radio de giro preferido y tiende a girar según ese radio. Por lo tanto el tamaño, la forma y densidad del núcleo tienen gran influencia en la forma que rueda la bola.

### Guantes y muñequeras
Los guantes de bowling suelen estar fabricados con un refuerzo metálico para la muñeca, de forma que facilita el agarre y lanzamiento de la bola. Los hay de diferentes estilos, desde algunos muy sencillos hasta otros que permiten ajustar la forma y posición de la mano.

## Aceitados
La bola cuando se desliza sobre la superficie genera un desgaste del material, a raíz de esto surge la necesidad de lubricar la superficie de la pista con aceite. Con el pasar del tiempo empezaron a crear diferentes patrones de aceitado. Estos se pueden medir por su longitud: corto, medio y largo:

### Aceitado corto
El aceitado corto es cuando la pista tiene aceite solo en los primeros 36 pies o menos.O cuando el aceite es de girasol.

### Aceitado medio
El aceitado medio es cuando la pista tiene aceite entre los 36 pies y los 40.

### Aceitado largo
El aceitado largo es cuando la pista tiene aceite desde los 40 pies en adelante.

### Proporción de Aceite
Este número muestra la cantidad de aceitado que hay en el centro comparado con los extremos, si el aceitado tiene una proporción de 10:1, significa que el centro de la pista tiene 10 veces el aceite que los extremos. Dependiendo de la dificultad del aceitado la proporción va cambiando. Los aceitados "house" o "casuales" tienen una proporción de 8:1 o más, los aceitados "challenge" tienen una proporción de 8:1 hasta 4:1 y finalmente los aceitados "sport", los más difíciles (mayormente se usan en torneos), tienen una proporción de 4:1 a 1:1. Mientras más bajo esté la proporción, más difícil es el aceitado.

## Reglamento
- La partida de bolos consta de diez turnos por jugador.
- Cada jugador lanzará dos bolas en cada uno de los primeros turnos, a menos que haya realizado un strike.
- Cada turno ha de completarse por cada jugador siguiendo un orden regular de lanzamiento.
- Se anota un punto por cada bolo que se derriba.
- El número de bolos derribados en el primer lanzamiento se marcará en la casilla superior izquierda de cada cuadro, y el número de bolos derribados en el segundo lanzamiento se marcará en la casilla superior derecha.
- Si ninguno de los bolos que quedan erguidos se derriban en el segundo lanzamiento, se marcará con un ( – ).
- Se produce un strike (también llamado pleno o chuza) si se derriban todos los bolos. Se marca con X en la casilla superior izquierda del cuadro en el que se derribaron los bolos. La puntuación de un strike es 10 más el número de bolos derribados en los siguientes dos lanzamientos.
- Se produce un spare (también denominado semipleno) si se derriban todos los bolos que seguían en pie tras el primer lanzamiento. Se marca con / en la casilla superior derecha del cuadro. La puntuación de un spare es 10 más el número de bolos derribados en el siguiente lanzamiento.
- Si el jugador pisa o atraviesa la línea de falta, se marca con 0 en el marcador.